# Зубаревка (Вяземский район)
Зубаревка (среди работников транспорта замечено произношение Зубарёвка, и подтверждено местными жителями, хотя в автоинформаторе электропоездов произносится Зу́баревка) — деревня в Вяземском районе Смоленской области России. Входит в состав Новосельского сельского поселения. Население — 17 жителей (2007 год).
Расположена в восточной части области в 3 км к востоку от Вязьмы, в 2 км южнее автодороги М1 «Беларусь». В 1 км северо-западнее деревни расположена железнодорожная станция Зубаревка на линии Москва — Минск.

## История
Название села, как и у многих других населенных пунктов с таким окончанием, происходит от имени местных помещиков, которыми здесь были Зубаревы. В годы Великой Отечественной войны деревня была оккупирована гитлеровскими войсками в октябре 1941 года, освобождена в марте 1943 года.

## Топографические карты
- Лист карты N-36-XI. Масштаб: 1 : 200 000. Указать дату выпуска/состояния местности.